# Christmas EveL
Christmas EveL – pierwszy single album południowokoreańskiego zespołu Stray Kids, wydany 29 listopada 2021 roku przez wytwórnię JYP Entertainment. Płytę promował utwór „Christmas EveL” i „Winter Falls”.

## Lista utworów
| CD | CD                      | CD                                                  | CD                                  | CD                      | CD      |
| Nr | Tytuł utworu            | Tekst                                               | Kompozycja                          | Aranżacja               | Długość |
| -- | ----------------------- | --------------------------------------------------- | ----------------------------------- | ----------------------- | ------- |
| 1. | „Christmas EveL”        | Bang Chan (3Racha), Changbin (3Racha), Han (3Racha) | Bang Chan, Changbin, Han, HotSauce  | HotSauce, Bang Chan     | 2:59    |
| 2. | „24 to 25”              | Bang Chan                                           | Bang Chan, Nickko Young             | Bang Chan, Nickko Young | 3:37    |
| 3. | „Winter Falls”          | Han                                                 | Han, Earattack                      | Earattack               | 3:35    |
| 4. | „Domino” (English Ver.) | Bang Chan, Changbin, Han, Felix, Junoflo            | Bang Chan, Changbin, Han, Versachoi | Versachoi, Bang Chan    | 3:19    |

## Notowania
| Lista                     | Pozycja |
| ------------------------- | ------- |
| Gaon Weekly Album Chart   | 1       |
| Hungarian Albums (MAHASZ) | 5       |

## Nagrody w programach muzycznych
| Program          | Data            | Źródło |
| ---------------- | --------------- | ------ |
| Music Bank (KBS) | 10 grudnia 2021 | [ 4 ]  |